# Ceryerda cursitans
Ceryerda cursitans Simon, 1909 è un ragno appartenente alla famiglia Gnaphosidae.
È l'unica specie nota del genere Ceryerda.

## Distribuzione
L'unica specie oggi nota di questo genere è stata rinvenuta nell'Australia occidentale.

## Tassonomia
Dal 2007 non sono stati esaminati altri esemplari, né sono state descritte sottospecie al 2015.